# Naxos (Sizilien)

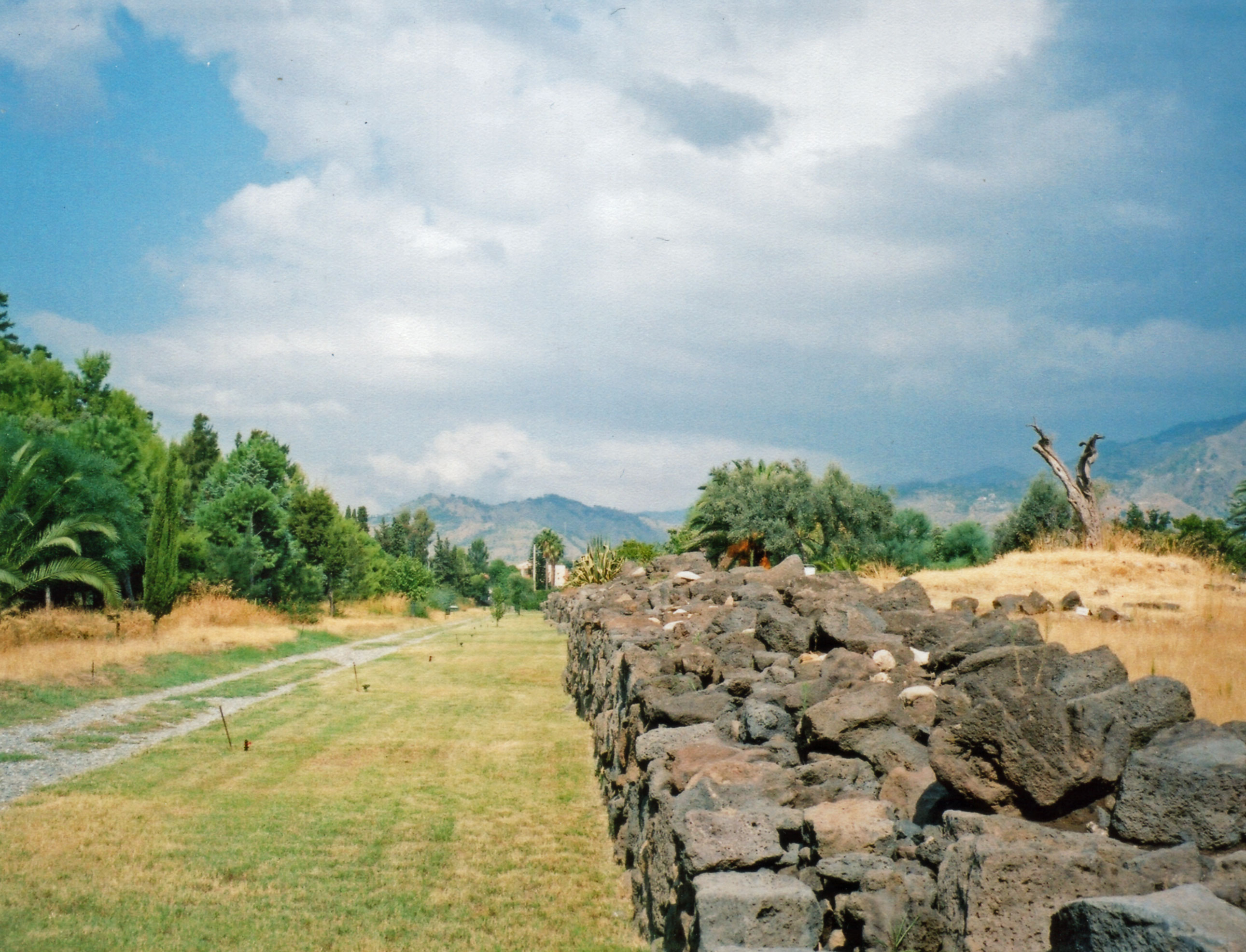
Antike Mauer in Naxos

Naxos (griech. Νάξος) war die erste griechische Kolonie auf Sizilien und markiert damit den Ausgangspunkt der dortigen griechischen Kolonialgeschichte.

## Lage
Die antike Stadt erstreckt sich auf der Halbinsel Schiso. Das Gebiet wird von dem Fluss Venera und der Bucht begrenzt. Die Halbinsel bildet einen natürlichen Hafen für Schiffe, die von der Strömung von Kalabrien abgetrieben werden. Heute liegt an gleicher Stelle der Ort Giardini-Naxos in der Nähe von Taormina in der Metropolitanstadt Messina.

## Geschichte
Náxos wurde 735 v. Chr. – 734 v. Chr. wahrscheinlich von Bewohnern der Stadt Chalkis unter Führung von Theokles gegründet; der Name der Kolonie weist allerdings auch auf die Kykladeninsel Naxos. Thukydides berichtet von der Errichtung eines Altars, der dem Apollon Archegétes geweiht war. Der Altar ist bis heute nicht gefunden worden.
Die Stadt gründete selbst wieder neue Kolonien, 730 v. Chr. Katane und Leontinoi, wahrscheinlich auch 728 v. Chr. Zankle (Messina). Später wurde sie von Hippokrates von Gela unterworfen und schlug sich 415 v. Chr. auf die Seite von Athen. Nach der Zerstörung der Stadt im Jahre 403 v. Chr. durch Dionysios I. von Syrakus kam es 358 v. Chr. zu einer Ansiedlung der überlebenden Bewohner in das von Sikelern bewohnte Tauromenion am Monte Tauro.

## Die Ausgrabungen
Die Ausgrabungen sind von einer im 19. Jahrhundert gebauten Mauer vom Meer getrennt. Dadurch verliert man den Blick auf die alte Stadt und die Lage am Meer. Die Stadtanlage zeigt auch hier eine regelmäßige Struktur. In der Ausgrabungsstätte befinden sich Hausfundamente, die mit den Häusern von Megara Hyblaea identisch sind. Die 5 m breiten Hauptstraßen werden alle 39 m von Straßen im rechten Winkel gekreuzt. An den Schnittpunkten sind Basen, deren Zweck aber unbekannt ist. Im 6. Jahrhundert vor Christus wurde eine Stadtmauer errichtet, von der noch heute Reste erhalten sind.

## Das Museum
Das kleine Museum zeigt Fundstücke aus Náxos. Es sind unter anderem Fragmente von Vasen und Dekor ausgestellt. An den Ausstellungsstücken sieht man die starke Verbundenheit zu Euböa.